# Monumento Ossario ai caduti partigiani
Il Monumento Ossario ai caduti partigiani è un'opera artistica presente nel Campo Ospedali del Cimitero della Certosa di Bologna, realizzata da Piero Bottoni.

## Storia
Voluto da Giuseppe Dozza, egli stesso dette l'incarico allo scultore Bottoni, all'epoca uno dei maggiori esponenti del razionalismo.
Spiccano in primo piano le sculture in bronzo: quelle nella fonte sono opera di Bottoni, il gruppo scultoreo sul bordo del "camino" visibile dall'esterno è di Jenny Wiegmann Mucchi, la figura femminile all'interno del "camino" è di Stella Korczynska.
Nel corso degli anni, sono state aggiunte due lapidi: la prima, dedicata alle vittime dei lager, la seconda, invece, ricorda la medaglia d'oro al valore militare alla città di Bologna.

## Descrizione
Il significato dato da Bottoni è interconnesso tra la morte e il ricordo dei partigiani morti per la patria.
L'opera è stata concepita a forma conica, all'interno della quale sono presenti 500 loculi.
La frase Liberi salgono nel cielo della gloria è stata scolpita quattro volte, affinché potesse essere vista da tutte le angolazioni.